# Talbrücke Sülte
Die Talbrücke Sülte entstand in den Jahren 1995 bis 1997 im Zuge des Neubaues der Bundesautobahn 46 bei Arnsberg, Stadtteil Oeventrop, im Hochsauerlandkreis in Nordrhein-Westfalen.
Das Bauwerk verläuft in West-Ost-Richtung und überspannt das Tal in 60 Metern Höhe mit einer Länge von 653 Metern.
Konstruktionstyp: Balkenbrücke, Hohlkasten
Koordinaten: 51° 22′ 58″ N, 8° 7′ 57″ O